# Italo Lambertenghi
Italo Lambertenghi (Villa di Tirano, 17 novembre 1885 – Dosso Faiti, 19 agosto 1917) è stato un militare italiano, decorato di medaglia d'oro al valor militare alla memoria nel corso della prima guerra mondiale.

## Biografia
Nacque a Villa di Tirano, provincia di Sondrio, il 17 novembre 1885, figlio di Attilio e Giuseppina Graj. Dopo aver compiuto gli studi superiori presso l'Istituto tecnico di Sondrio intraprese la carriera militare arruolandosi nel Regio Esercito ed iniziando a frequentare, nel 1904, la Regia Accademia Militare di Fanteria e Cavalleria di Modena. Divenuto sottotenente due anni dopo venne assegnato al 65º Reggimento fanteria che raggiunse dopo aver frequentato la Scuola di applicazione d'arma di Parma. Divenuto tenente nel 1909, partì volontario per combattere nella guerra italo-turca nel 1911 in forza all'82º Reggimento fanteria della Brigata Torino. Ritornato in Patria nell'ottobre 1912, assegnato nuovamente al  65º Reggimento fanteria, nel marzo 1914 ritornò come volontario in Cirenaica. Promosso capitano del  66º Reggimento fanteria nel dicembre 1915, rientrò in Italia verso la fine del 1916 per prendere parte ai combattimenti sul fronte giulio. Promosso maggiore nel giugno 1917, fu trasferito al comando del II Battaglione del 252º Reggimento fanteria della Brigata Massa Carrara, posizionato nel settore del Dosso Faiti.
Nel corso della undicesima battaglia dell'Isonzo il battaglione mosse all'attacco alle 5:30 del 19 agosto al fine di avanzare sulle pendici nord-ovest del Golnek. Si lanciò all'attacco delle posizioni nemiche con la prima ondata rimanendo ferito, e rifiutando di essere allontanato dal campo di battaglia di nuovo una seconda volta, rimanendo nuovamente ferito. Fu colpito a morte sulla trincea appena conquistata e prima di spirare esclamò ad uno degli ufficiali subalterni: Una sola consegna le dò: fino all’ultimo uomo, la posizione dev’essere mantenuta!.
Con Regio Decreto del 2 giugno 1921 fu insignito della medaglia d'oro al valor militare alla memoria. Una via di Sondrio porta il suo nome.

### Fonti
1. 1 2 3 4 5 6 7  Combattenti Liberazione.
2. ↑  Carolei, Greganti, Modica 1968, p. 94.
3. ↑  Coltrinari, Ramaccia 2018, p. 117.
4. 1 2 3 4  Coltrinari, Ramaccia 2018, p. 118.
5. ↑   LAMBERTENGHI Italo, Medaglia d'oro al valor militare, su Presidenza della Repubblica.